# Karaman Spor Kulübü
Il Karamanspor Kulübü è una società calcistica turca con sede nella città di Karaman. Milita nella TFF First League, la seconda divisione del campionato turco. I colori del club sono stati giallo e nero fino al 1994.

## Palmarès
- TFF 3. Lig: 1

2003-2004